# فيتوريو غيانيني
فيتوريو غيانيني (بالإنجليزية: Vittorio Giannini)‏ هو معلم موسيقى وملحن وأستاذ جامعي أمريكي، ولد في 19 أكتوبر 1903 في فيلادلفيا في الولايات المتحدة، وتوفي في 28 نوفمبر 1966 في نيويورك في الولايات المتحدة.

## وصلات خارجية
- فيتوريو غيانيني على موقع IMDb (الإنجليزية)
- فيتوريو غيانيني على موقع ميوزك برينز (الإنجليزية)
- فيتوريو غيانيني على موقع ديسكوغز (الإنجليزية)